# Núria Feliu i Mestres

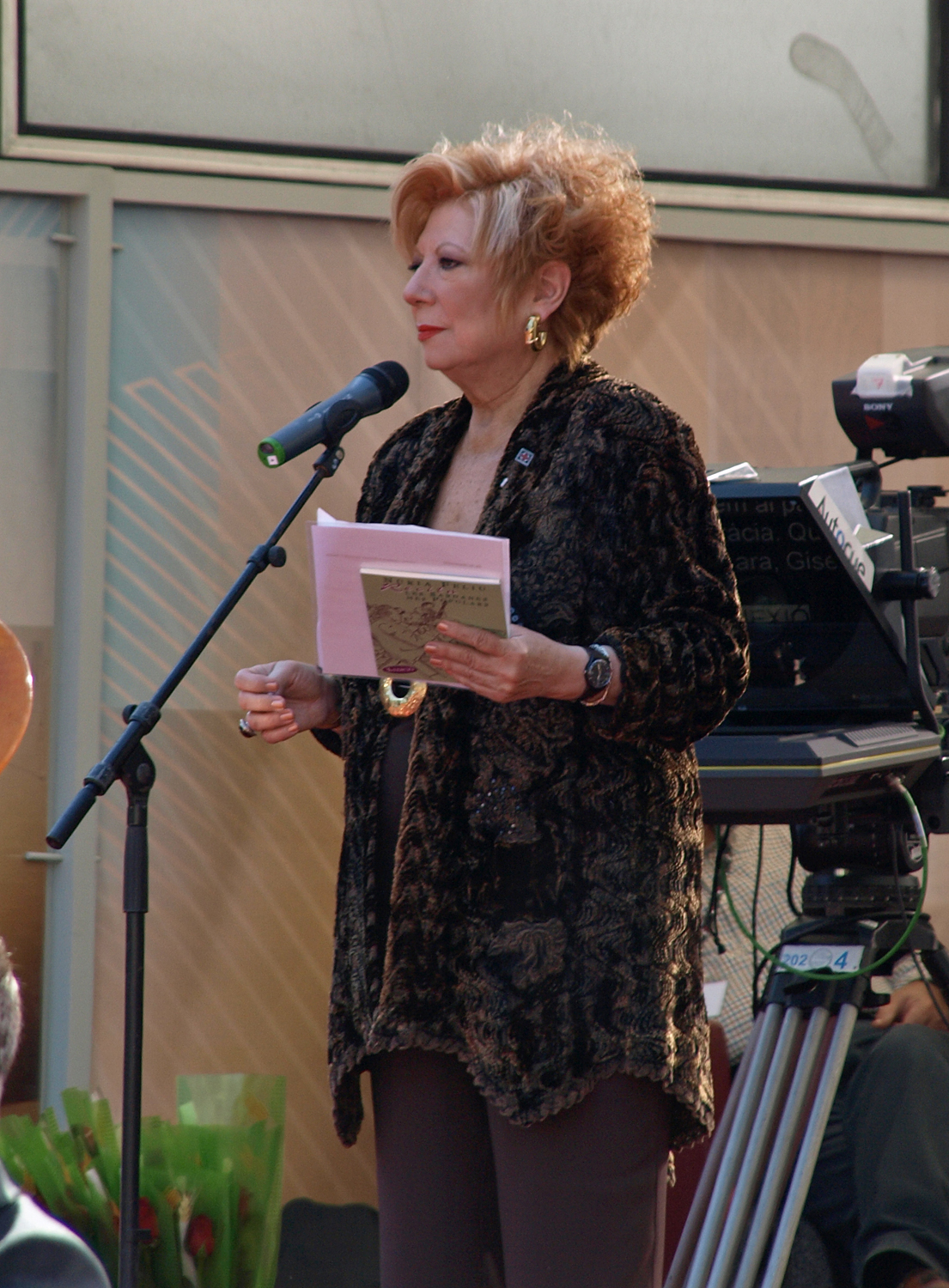
Núria Feliu i Mestres 2008

Núria Feliu i Mestres (* 21. September 1941 in Barcelona; † 22. Juli 2022) war eine katalanische Sängerin und Schauspielerin, die in der Tradition der Nova Cançó Catalana steht.

## Leben und Werk
Núria Feliu wurde am 21. September 1941 im Barceloneser Stadtviertel Sants geboren. Sie sang bereits als Kind in Chören ihres Stadtteils.
Ihre ersten Schritte in die Welt der Kunst unternahm sie als Schauspielerin. Sie debütierte 1964 als Sängerin der Gruppe Els Quatre Gats („Die vier Katzen“) von Francesc Pi de la Serra.  1965 veröffentlichte sie zwei erste Alben mit katalanischen Versionen amerikanischer Folk-Songs. Sie wurde dadurch zu einem der wenigen Vertreter der Nova Cançó Catalana, die nicht selbst-komponierte Lieder vortrug. 1966 nahm sie eine fruchtbare Zusammenarbeit mit dem Jazz-Pianisten Tete Montoliu auf, die in der Veröffentlichung einer LP gipfelte, die gemeinsam mit Erich Peter, Billy Brooks und Booker Ervin eingespielt wurde. 1997 veröffentlichte Núria Feliu ein Kompilationsalbum mit dem Titel Tete Montoliu-Núria Feliu, 1965–1990.
Neben den genannten Musikstücken sang sie auch mit hoher Professionalität Jazz-Lieder, Boleros, Couplets, katalanische Volkslieder, Stücke aus amerikanischen Musicals und Lieder auf Texte katalanischer Dichter. 1995 veröffentlichte sie den Notenband Vols ballar? („Willst du tanzen?“) mit 93 Liedern und Tänzen inklusive der Partituren aus allen Epochen ihrer Karriere. Seit 1991 war Núria Feliu nur noch sporadisch auf der Bühne zu sehen. 2005 gab sie dann ihren Rücktritt von der Bühne bekannt. 2016 veröffentlichte sie ihre Memoiren Dies i records d’infantesa („Tage und Erinnerungen aus der Kindheit“).
1985 wurde Núria Feliu mit dem Creu de Sant Jordi der katalanischen Regierung ausgezeichnet. 2008 verlieh ihr der Stadtrat von Barcelona die Ehrenmedaille von Barcelona.